# Bertricourt
Bertricourt település Franciaországban, Aisne megyében. Lakosainak száma 154 fő (2022. január 1.). Bertricourt Aguilcourt, Orainville, Pignicourt és Variscourt községekkel határos.

## Népesség
A település népességének változása:
| Lakosok száma | 52   | 59   | 66   | 125  | 175  | 173  | 162  | 152  | 153  | 154  |
|               | 1968 | 1982 | 1990 | 2006 | 2013 | 2015 | 2017 | 2019 | 2020 | 2022 |